# Інформаційно-комунікаційні технології в Україні
Інформаційно-комунікаційні технології в Україні — уся наявна в державі інфраструктура інформаційно-комунікаційних технологій.

## Основні параметри
За даними Державної служби статистики України станом на липень 2013
- у сфері інформатизації працює 3292 підприємств та організацій, основним видом діяльності яких є надання послуг. Із них — близько 1000 ІТ-компаній з валовим доходом більше 1 млн грн., які створюють 62 400 робочих місць.
- Загальна кількість ІТ-спеціалістів в Україні наприкінці 2012 року склала більш 215 тис. осіб, з них близько 25 тис. осіб — сертифіковані програмісти, що працюють на експорт.
- Річний валовий дохід ІТ-компаній у 2012 склав понад 12 млрд грн. За І квартал 2013 року обсяг реалізованих послуг у сферах інформації та телекомунікації становить 16 637,0 млн грн., в тому числі: у сфері телекомунікації — 11898,9 млн грн.; комп'ютерне програмування — 2248,9 млн грн.[джерело?]

Сфера ІКТ в Україні — це:
- 2114 операторів, що мають ліцензії на певний вид діяльності у сфері телекомунікацій;
- 1482 суб'єктів господарювання, що надають послуги з доступу до мережі Інтернет;
- 13 % від середньої кількості працівників на підприємствах сфери послуг працівники підприємств, зайнятих у сфері ІКТ;
- 43,5 % жителів України мають доступ до мережі Інтернет;
- 35 % домогосподарств, які мають широкосмуговий доступ до мережі Інтернет (загальноєвропейський показник 65 % (до 2020 року має становити 75 %);
- 1/5 частина українських домогосподарств мають доступ до послуг кабельного телебачення;
- 148 вищих навчальних закладах здійснюють підготовку кадрів для ІКТ;
- майже повне покриття території країни рухомим (мобільним) зв'язком, рівень проникнення якого за даними операторів телекомунікацій становить 130,3 % від усієї чисельності населення України.

## Показники
За 2012 рік обсяги доходів від надання послуг сфери ІКТ в загальному обсязі доходів сфери послуг України склали 23 % і зросли порівняно з минулим роком на 6,7 %.
Основними сегментами на ринку телекомунікаційних послуг залишаються мобільний, фіксований та широкосмуговий (комп'ютерний) зв'язок, спільна частка яких в загальних доходах від надання телекомунікаційних послуг склала 94,4 %.
Експорт та імпорт комп'ютерних послуг збільшились на 49,3 % та 22,4 % відповідно.
Структура ІТ-сектору України значно відстає від сучасних вимог і представлена виключно розробкою програмного забезпечення для локального та корпоративного призначення, наданням послуг доступу до Інтернет, Інтернет-рекламою, створенням Інтернет-сайтів та офшорним аутсорсингом ІТ-послуг.
Україна була 13ю у категорії «Наука і технології» серед 124 країн у 2014 році та входить до топ 20 і займає 14те місце в цій же категорії вже серед 163 країн у 2020 році відповідно до "The Good Country Index [Архівовано 19 серпня 2021 у Wayback Machine.]" .

## Підготовка кадрів
46 967 осіб — загальний ліцензований обсяг студентів для ІКТ сфери, в тому числі в середньому за рік вищі навчальні заклади України випускають близько 20 тисяч фахівців для сектору програмної продукції. З них, за оцінками експертів, лише 10-15 % здатні розпочати працювати в компаніях індустрії з одночасним продовженням навчання. При цьому вартість підготовки фахівців за цими напрямами державними вищими навчальними закладами для Держбюджету подекуди досягає 30 тисяч грн. на рік.

## Проблеми
Серед основних проблем:
- низький рівень широкосмугового доступу;
- нерівномірність забезпечення телекомунікаційними послугами та обмеженість доступу у сільській, гірській місцевості і депресивних регіонах;
- певна невідповідність законодавства України у сфері інформаційно- комунікаційних технологій законодавству ЄС;

Нові цифрові технології несуть сьогодні крім маси бізнес-можливостей також безліч економічних загроз. Втрата контролю за інформаційною економічною взаємодією й відсутність чіткої державної політики розвитку сфери ІКТ приводять до все більшої залежності від іноземної ІТ-продукції й міжнародних корпорацій.